# Paratoxopoda tricolor
Paratoxopoda tricolor är en tvåvingeart som först beskrevs av Walker 1849.  Paratoxopoda tricolor ingår i släktet Paratoxopoda och familjen svängflugor. Inga underarter finns listade i Catalogue of Life.